# Michael Spohn
Klaus Michael Spohn (* 26. Juni 1942 in Stuttgart; † 19. Juli 1985 in Konstanz) war ein deutscher Schriftsteller und Zeichner sowie ein schwäbischer Mundartdichter. Er erhielt 1983 den Thaddäus-Troll-Preis.

## Leben
Spohn wuchs zunächst in Weingarten auf, siedelte 1952 nach  Reutlingen um und besuchte dort das Friedrich-List-Gymnasium. Nach dem Volontariat beim Schwarzwälder Boten in Oberndorf wurde er dort als Redakteur tätig. Es folgten Anstellungen in Balingen, Donaueschingen und Kornwestheim. Über den Reutlinger Generalanzeiger kam er im Herbst 1968 zu den Stuttgarter Nachrichten, wo er bis zu seinem Umzug 1980 nach Konstanz blieb. Anschließend widmete er sich vor allem der Schriftstellerei.
Spohn war Mitglied im VS, in der Gesellschaft zur Förderung der Mundart und im Vorstand des Förderkreises deutscher Schriftsteller in Baden-Württemberg.
Spohn heiratete 1970, zwei Jahre später wurde Tochter Katrin geboren. Die Ehe wurde 1975 geschieden.
Im Juli 1985 nahm sich Michael Spohn in seiner Konstanzer Wohnung das Leben.

## Werke
- Schwäbische Comics. 1977, ISBN 3-7976-1401-2.
- … wenns leidet mach e nemme auf. Schönemann Verlag, 1978, ISBN 3-923212-00-3.
- Stuttgarter Comics. Spectrum Verlag, 1980, ISBN 3-7976-1347-4.
- Wenn’s leidet mach e nemme auf & nommool äbbas. Esslinger Press, 1981.
- Max und Moritz - A Buabagschicht en siiba Schdroech. Spectrum Verlag, 1982, ISBN 3-7976-1378-4.
- Wenn’s schällt - s’isch offa. Verlag P. Schlack, 1985, posthum.

- 1979 Mitarbeit an der ersten „Stadtschallplatte“: Bittersüß wie Stuttgart

## Gedichte (Auswahl)
- Laofa für Thaddäus Troll
- Heimatduft für Thaddäus Troll
- Mein Bauch